# هیتاچی‌اومیا ۱۴۴۹۱
سیارک ۱۴۴۹۱ (به انگلیسی: 14491 Hitachiomiya، نامگذاری:1994VY2)۱۴۴۹۱مین سیارک کشف شده‌است که در ۰۴ نوامبر ۱۹۹۴ کشف شد.